# 幸福の科学学園中学校・高等学校
幸福の科学学園中学校・高等学校（こうふくのかがくがくえんちゅうがっこう・こうとうがっこう、英名：Happy Science Academy Junior and Senior High School）は、栃木県那須郡那須町にある学校法人幸福の科学学園が運営する男女共学の全寮制中高一貫校である。2013年関西校開校を受けて、幸福の科学学園那須本校とも称される。

## 概要
幸福の科学の教育理念によって設置された男女共学全寮制の中学・高校である。宗教教育の導入を通じて精神性を高めながら、実学も重視し、「徳力と学力」を兼ね備えた人材の輩出を目指すとしている。校地は幸福の科学の研修施設「総本山・那須精舎」の隣地にある。
2015年3月の卒業生100人中、約80人が千葉県長生村のハッピー・サイエンス・ユニバーシティに「入塾」した。

## 沿革
- 2007年4月15日 - 学園設立計画の発表[4]。文部科学省・栃木県等との折衝を開始。
- 2008年3月11日 - 栃木県より「学校設置に係わる事業承認」[5][6]。これを受けて、学園設立準備財団を設立し、学校施設建設などの計画が進行し始める。
- 2009年11月25日 - 栃木県私立学校審議会は、幸福の科学学園中学・高校の設置認可の審議で「認可して差し支えない」旨の答申を出す[7][8][9]。
- 2009年12月1日 - 上記答申を受けて栃木県知事から、学校法人幸福の科学学園の寄付行為認可（設立認可）ならびに中学校・高等学校の設置認可。
- 2010年4月7日 - 幸福の科学学園中学校・高等学校開校。

## 学校施設
総面積 ： 約10万平方メートル。
- 校舎棟
- 大川隆法記念講堂
- カフェテリア食堂棟
- 体育館棟
- 寄宿舎
- 総合グラウンド、各種運動場
- 自修館 - 2012年4月設置

## クラブ活動等
チアダンス部は、創部2年目でUSA Spirit Nationals 2012 全国大会Sonleading/Pom部門 中学校編成で5位に入賞している。2014年4月5日には、米国際大会で中学生の部が総合優勝、高校生の部がポン部門で準優勝している。

## アクセス
- JR東北新幹線・東北本線那須塩原駅から車で約20分
- 東北自動車道西那須野塩原ICから約40分
- 東北自動車道黒磯板室ICから約35分
- 東北自動車道那須ICから約30分

## 外部サイト
- 幸福の科学学園中学校・高等学校